# 新山口站
34°05′35″N 131°23′50″E / 34.09306°N 131.39722°E

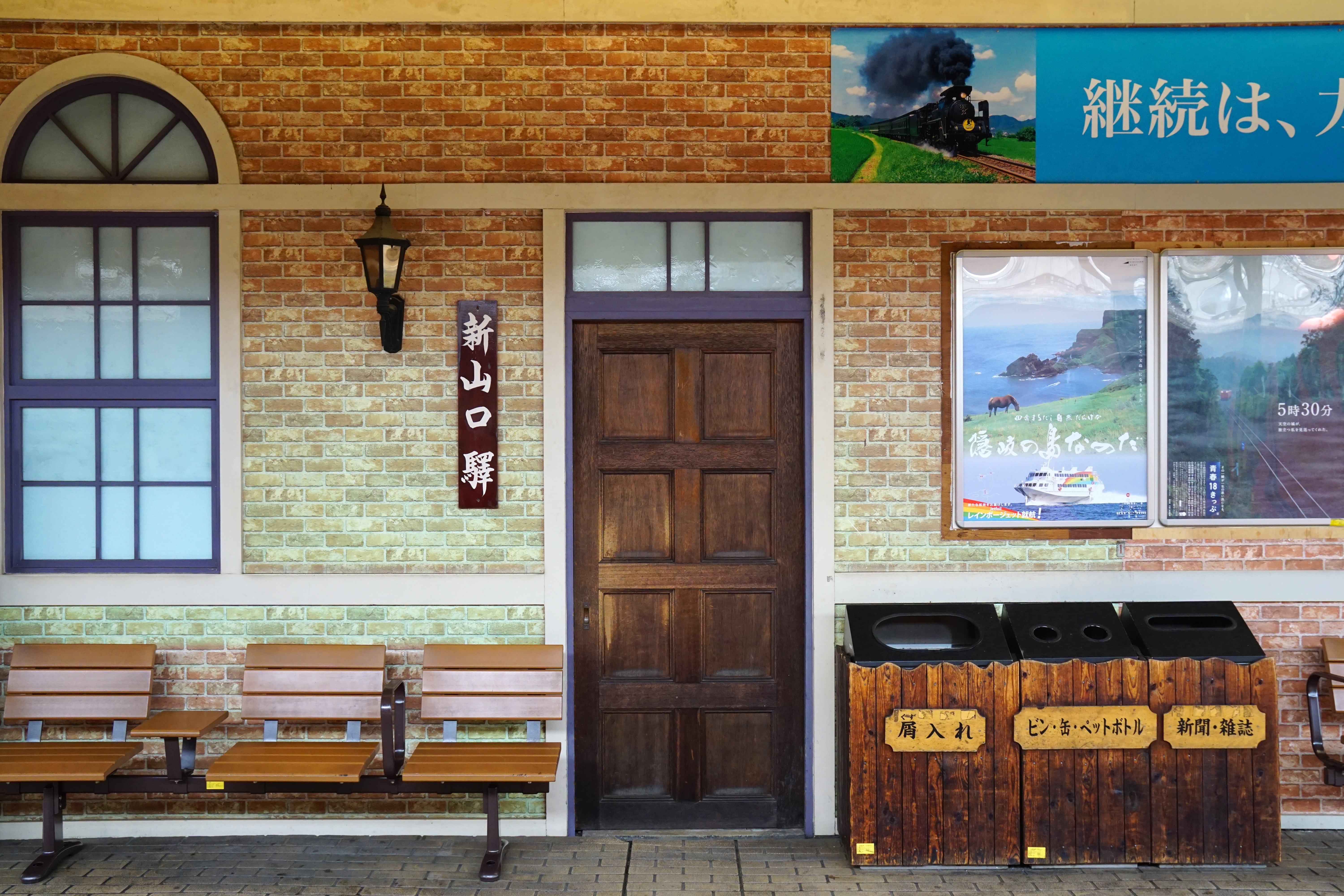
新山口站

新山口站（日语：／ Shin-yamaguchi eki */?），是位於日本山口縣山口市小郡下鄉地區的西日本旅客鐵道鐵路車站，現此站有山陽新幹線、山陽本線、山口線、宇部線在此交會，山口市的市區雖然並不位於本站附近，但在此轉乘山口線約12至22分鐘的時間即可抵達市區的山口車站，也因此本站成為是山口市對外鐵路交通的樞紐。
觀光蒸氣列車SL山口號也是由本站為起點開往津和野車站。

## 历史
在1900年隨著山陽鐵道的通車，設立了本站，最初由於本地的行政區劃屬於小郡村，因此命名為小郡車站；1906年因山陽鐵道被收歸為國有而隨著成為國營的鐵路車站。
1908年大日本軌道在此設立了山口支社，以小郡車站為起點，設立輕便鐵路往北進入山口縣的縣政府所在地山口町（現在的山口市）；但在1913年一樣往北通往山口町的國營山口線通車後，大日本軌道山口支社即停止營運。
1925年，宇部鐵道也自南側的本阿知须站往北延伸至此，至此小郡車站成為往東西南北四個方向皆有鐵路路線的鐵路車站；宇部鐵道後來也在1943年由國家接手成為國營鐵道。
1975年山陽新幹線岡山車站至博多車站路段通車，小郡車站也成為新幹線的停靠車站；1987年國鐵分割民營化後，隸屬西日本旅客鐵道。
由於從其他地方要前往山口市的乘客通常會搭乘新幹線到此後再轉乘山口線進入山口市，因此在1997年山口的商會組織「山口商工會議所」正式提出將「小郡車站」更名為「新山口車站」的建議；但是當時小郡町居民不希望被當作是山口市的一部分而反對此更名建議。
一直到2003年，西日本旅客鐵道計畫大幅增加新幹線希望號列車班次時，再次提出更名為「新山口車站」的議案，同時也將會讓希望號列車增加停靠於本站的車次；同時由於平成大合併也開始啟動，小郡町與周邊的行政區劃也開始與山口市討論未來合併的可行性，因此在小郡町的同意下，在2003年10月1日小郡車站正式更名為新山口車站。而小郡町也在2005年10月1日與山口市完成合併，新山口站也真正的成為山口市轄內的鐵路車站。

## 車站構造
山陽新幹線為2面2線、在來線為5面9線月台。山口市内唯一有自動售票機安裝車站。

### 月台配置
| 月台       | 路線         | 方向       | 目的地               | 備註                               |
| 在來線月台 | 在來線月台   | 在來線月台 | 在來線月台           | 在來線月台                         |
| ---------- | ------------ | ---------- | -------------------- | ---------------------------------- |
| 1、2       | ■山口線      | -          | 山口、津和野方向     | 「超級隱岐」「SL山口號」為1號月台  |
| 3          | （預備月台） | -          |                      | 只限回廠列車等的到發               |
| 4、5       | ■山陽本線    | 上行       | 防府、德山方向       | 此站始發的一部分列車於6號月台      |
| 6、7       | ■山陽本線    | 下行       | 宇部、下關方向       | 此站始發的一部分列車於5號月台      |
| 8          | ■宇部線      | -          | 宇部新川、居能方向   |                                    |
| 新幹線月台 |              |            |                      |                                    |
| 11         | 山陽新幹線   | 上行       | 廣島、新大阪方向     | 一部分的上行回廠列車於下行月台停車 |
| 12         | 山陽新幹線   | 下行       | 博多、鹿兒島中央方向 |                                    |

## 車站周邊
北口(在來線口)周邊
- 山口市小郡綜合支所
- 小郡警察
- 公路9號

新幹線口周邊
- 山口縣綜合交通中心
- 公路9號、小郡道路、小郡高速公路出入口

### 巴士
- 防長交通
- 宇部市交通局
- 中國JR巴士
- Sanden交通

## 相鄰車站
西日本旅客鐵道
山陽新幹線
德山－新山口－厚狹
■山陽本線（所有定期旅客列車於岩國站以西的各站停車）
四辻－新山口－嘉川
■山口線
- 特急「超級隱岐」、快速「SL山口號」始發

■快速「通勤Liner」
新山口－大歲
■普通
新山口－周防下鄉
■宇部線（所有定期旅客列車於各站停車）
新山口－上嘉川

## 外部連結
- JR西日本（新山口站） （页面存档备份，存于）